# Шакирин джамия
Шакирин джамия (на турски: Şakirin Camii) е джамия в Истанбул, Турция. Сградата се намира на един от входовете на гробището Kараджаахмет в Юскюдар. Тя е построена от фондация Семиха Шакир в памет на Ибрахим Шакир и Семиха Шакир и е открита на 7 май 2009 г. Според съобщения във вестниците това е най-карбон-неутралната джамия в Турция.

## История
Архитектът на джамията е Хюсрев Тайла, известен с работата си по джамията Коджатепе в Анкара и с работата си по консервация на архитектурата. Нейният интериорен дизайнер е Зейнеп Фадълъоулу, праплеменница на Семиха Шакир, а също така според съобщения във вестниците, първата жена интериорен дизайнер на джамия, както и първата жена, която е проектирала джамия в съвременна Турция.
Строежът на джамията отнема четири години. Площта е 10 000 квадратни метра. Има две минарета, всяко високо по 35 метра, и купол от алуминиев композит. Калиграфията върху вътрешността на купола е написана от Семих Иртеш. Големите прозорци от трите страни на молитвената зала са проектирани от Орхан Кочан. Минбарът е акрилен и е проектиран от Тайфун Ердоумуш. Декоративните мотиви произлизат от селджукското изкуство. Големият, асиметричен полилей има стъклени глобуси във формата на капка, направени от Нахиде Бююккаймакчъ, отразяващи молитва светлината на Аллах да падне върху поклонниците като дъжд", а секцията за жени е проектирана специално, за да позволи ясен изглед на полилея. Фонтанът в двора е проектиран от Уилям Пай. Джамията е построена върху паркинг и също така включва изложбена площ. Смята се, че архитектът на джамията е първата жена, която е проектирала джамия.